# لیگ برتر بسکتبال زنان ایران ۱۳۹۹
لیگ برتر بسکتبال زنان ایران ۱۳۹۹ نوزدهمین دورهٔ لیگ برتر بسکتبال زنان ایران بود. این مسابقات تحت تاثیر شیوع کرونا با حضور ۱۳ تیم در قالب دو گروه ۶ و ۷ تیمی برگزار شد که از هر گروه ۴ تیم به مرحله پلی‌آف رسیدند. این مسابقات به صورت متمرکز در سالن دانشگاه آزاد واحد تهران شمال و سپس سالن آفتاب مجموعه ورزشی انرژی اتمی تهران برگزار شد.
گروه بهمن، مهرام، نارسینا، نامی‌نو، پالایش نفت آبادان، شهرداری قزوین، بانوان شهر گرگان و سپهرداد تهران تیم‌های راه‌یافته به مرحله پلی‌آف بودند. با برگزاری پلی‌آف گروه بهمن، مهرام، نارسینا و پالایش نفت به نیمه نهایی رسیدند که در نهایت پس از برگزاری دیدارهای این مرحله گروه بهمن و مهرام تهران به عنوان فینالیست‌ها مشخص شدند و نارسینا و پالایش هم مسابقه رده‌بندی را برگزار کردند. در دور فینال گروه بهمن تهران با پیروزی در ۲ دیدار از ۳ دیدار در مقابل مهرام تهران قهرمان شد.

## مرحله گروهی

### گروه اول
| رتبه | تیم             | امتیاز |
| ---- | --------------- | ------ |
| ۱    | نارسینا تهران   | ۲۳     |
| ۲    | مهرام تهران     | ۲۲     |
| ۳    | گروه بهمن تهران | ۲۰     |
| ۴    | نامی‌نو اصفهان   | ۱۹     |
| ۵    | پاز تهران       | ۱۶     |
| ۶    | سینام مشهد*     | ۱۴     |
| ۷    | گاز تهران       | ۱۲     |

### گروه دوم
| رتبه | تیم                      | امتیاز |
| ---- | ------------------------ | ------ |
| ۱    | پالایش نفت آبادان        | ۲۰     |
| ۲    | شورای شهر وشهرداری قزوین | ۱۸     |
| ۳    | بانوان شهر گرگان         | ۱۴     |
| ۴    | سپهرداد تهران            | ۱۳     |
| ۵    | کنکو تهران               | ۱۳     |
| ۶    | مولتی کافه مشهد          | ۱۲     |

## مرحله پلی آف
| تیم گروه یک     | نتیجه | تیم گروه یک              | بازی اول | بازی دوم | بازی سوم |
| --------------- | ----- | ------------------------ | -------- | -------- | -------- |
| نارسینا تهران   |       | سپهرداد تهران            |          |          |          |
| مهرام تهران     |       | بانوان شهر گرگان         |          |          |          |
| گروه بهمن تهران |       | شورای شهر وشهرداری قزوین |          |          |          |
| نامی‌نو اصفهان   |       | پالایش نفت آبادان        |          |          |          |

## مرحله نیمه‌نهایی
| تیم گروه یک     | نتیجه | تیم گروه یک       | بازی اول | بازی دوم | بازی سوم |
| --------------- | ----- | ----------------- | -------- | -------- | -------- |
| نارسینا تهران   |       | مهرام تهران       |          |          |          |
| گروه بهمن تهران |       | پالایش نفت آبادان |          |          |          |

## مسابقه رده‌بندی
| تیم گروه یک   | نتیجه | تیم گروه یک       | بازی اول | بازی دوم | بازی سوم |
| ------------- | ----- | ----------------- | -------- | -------- | -------- |
| نارسینا تهران |       | پالایش نفت آبادان |          |          |          |

## مسابقه فینال
| تیم گروه یک | نتیجه | تیم گروه یک     | بازی اول | بازی دوم | بازی سوم |
| ----------- | ----- | --------------- | -------- | -------- | -------- |
| مهرام تهران | ۲-۱   | گروه بهمن تهران | ۶۳-۷۴    | ۷۴-۷۱    | ۸۷-۶۳    |

## رده‌بندی پایانی
| رتبه | تیم               |
| ---- | ----------------- |
| ۱    | گروه بهمن تهران   |
| ۲    | مهرام تهران       |
| ۳    | نارسینا تهران     |
| ۴    | پالایش نفت آبادان |

## ترکیب تیم قهرمان
اسامی بازیکنان و کادر فنی تیم های برتر عبارت است از:
تیم قهرمان گروه بهمن تهران: دلارام وکیلی، شکیبا کائید، شادی دارستانی، سارا حسنینی، کیمیا یزدیان طهرانی، ریحانه صالحی، زهرا عدالت کار مقدم، مهگل نایی، گلشید امیدیان، راینا متین، عسل نسترن طهرانی، غزل هژبر، ساغر آجیلی، وانه خیچومیان. کادر فنی:فریناز طائرپور (مربی)  سعیده علی (کمک مربی) مهسا شهری (کمک مربی) راما طالشی (مدیر تیم) 
تیم نایب قهرمان مهرام تهران: نگین رسولی، ساناز اسکندری، نیکو فتاحیان، تینا عیساییان، سمیه ثابت زاده، سمانه ثابت زاده، شادی عبدالوند، زهرا قیس، آیدا گل محمدی، عسل محسنی، غزل محسنی، سحر نجفی، نگین یزدان پناه، ماریا آوتزی Maria Avtzi. نیکا بیک لیکلی (سرمربی) آیکاترینی چاتزیداکیAikaterini Chatzidaki ، مهشید تراب بافقی (کمک مربی) 
تیم سوم نارسینا تهران: مژده نظری، پیونیک آراکلیان، انیس مرادی، آنیتا فتح اللهی، یاسمن محمدی، یکاترینا فولادوندEkaterina Fouladvand ، روژین جلفا، سایه صدیقی، تارا عیوض زاده، عاطفه میرزایی، آیلار دهناد، شماری هریس Shomari Harris، سارا معصومی، لیلی شجاعی، آجمبا Ijeoma Obiamaka Ajemba‌.‌‌‌کادر فنی: ندا عسکرنیا (مربی) 